# Dłoń

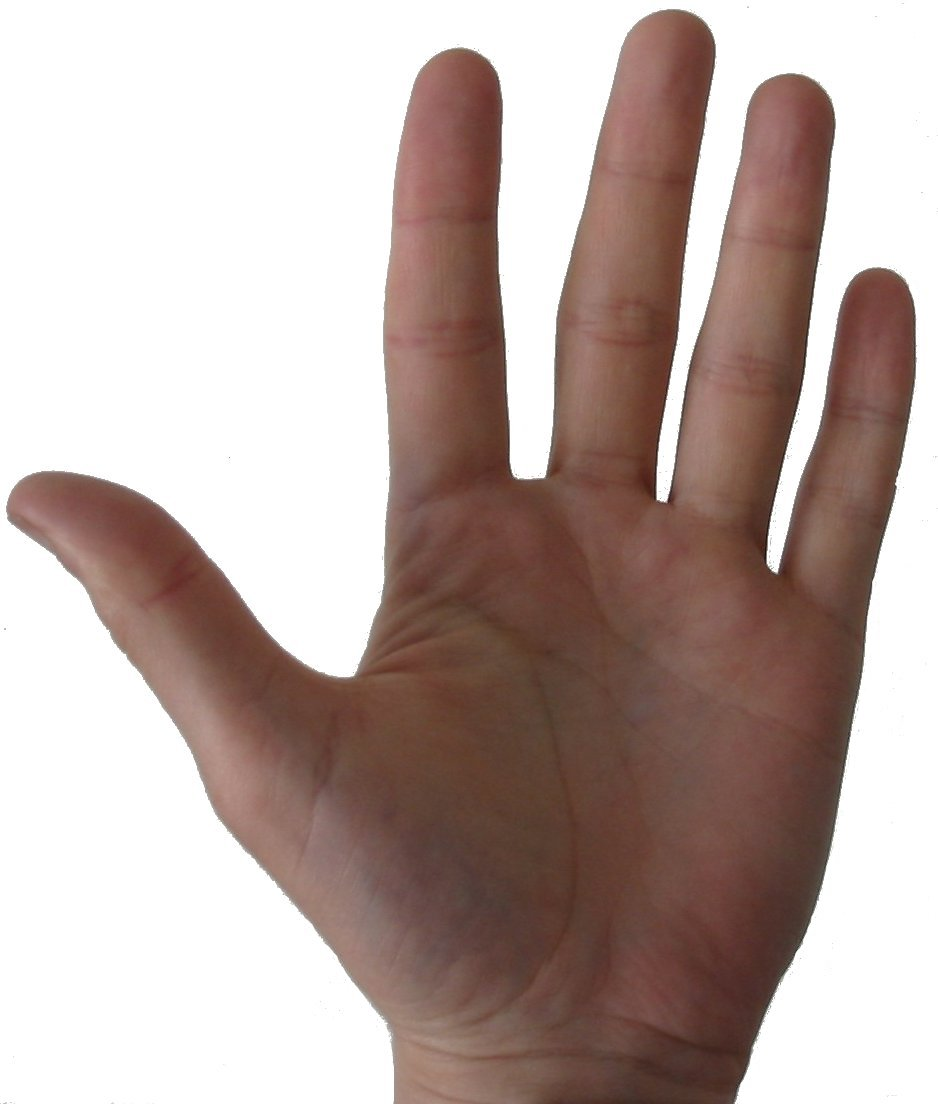
Ręka, widoczna dłoń i powierzchnia dłoniowa palców

Dłoń (łac. palma manus) – u naczelnych okolica ciała obejmująca powierzchnię przednią (w pozycji anatomicznej) śródręcza (od dalszej linii zgięcia skóry na nadgarstku do międzypalcowych fałdów skórnych). W tym ujęciu do dłoni nie zaliczają się powierzchnie przednie palców i nadgarstka, natomiast razem z nią tworzą powierzchnię dłoniową ręki. Skóra dłoni jest gruba, nieprzesuwalnie połączona z podłożem, pozbawiona owłosienia, z wyraźnie rozwiniętym rysunkiem listewek i bruzd międzybrodawkowych (linii papilarnych).
W szerszym (potocznym) znaczeniu określenie „dłoń” oznacza całą rękę (śródręcze razem z nadgarstkiem i palcami).